# Noirétable
Noirétable é uma comuna francesa na região administrativa da Auvérnia-Ródano-Alpes, no departamento do Loire. Estende-se por uma área de 40.34 km². Em 2010 a comuna tinha 1 683 habitantes (densidade: 41,7 hab./km²).